# نائیری زاریان
نائیری زاریان (ارمنی: Նաիրի Զարյան؛ انگلیسی: Nairi Zarian؛ زاده ۳۱ دسامبر ۱۹۰۰ - درگذشته ۱۱ ژوئیه ۱۹۶۹) شاعر، نویسنده و سیاستمدار اهل ارمنستان بود.

## زندگی‌نامه
نائیری زاریان با نام اصلی هایاستان یغیازاریان (به ارمنی: Հայաստան Եղիազարյան) در در روستای خاراکونیس در ولایت وان در امپراتوری عثمانی به دنیا آمد. یکی از بازماندگان نسل‌کشی ارمنی‌ها در سال ۱۹۱۵ بود؛ در حین جنگ جهانی دوم، زاریان اشعار و یادداشت‌هایش را به چاپ رسانید. در سال ۱۹۴۶، تراژدی تاریخی وی «آرا گغتسیک» به چاپ رسید. وی در شهر ایروان درگذشت و در آرامستان مرکزی ایروان (توخماخ) به خاک سپرده شد.

## نگارخانه

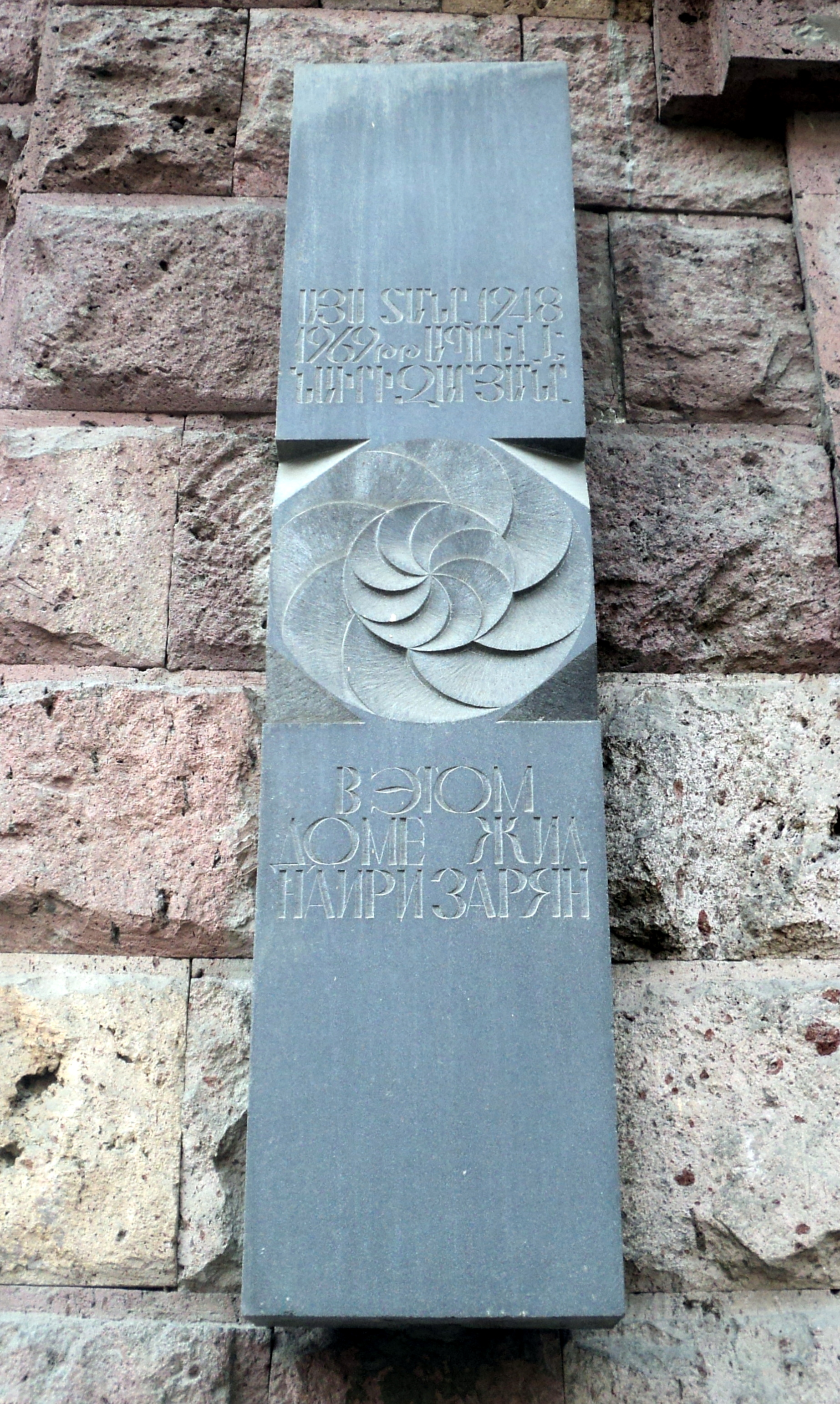

## جوایز
- جایزه دولتی ارمنستان شوروی
- نشان پرچم سرخ کار
- نشان لنین

## آثار
| سال انتشار | عنوان فارسی | عنوان ارمنی     | عنوان انگلیسی         | نوع اثر       |
| ---------- | ----------- | --------------- | --------------------- | ------------- |
| ۱۹۳۰       |             | Ռուշանի քարափը  | Rock of Rushan        | شعر           |
| ۱۹۳۷–۴۷    | هاتساوان    | Հացավան         | Hatsavan              | رمان          |
| ۱۹۴۳       |             | Ձայն հայրենական | The voice of Homeland | شعر           |
| ۱۹۴۶       | آرا گغتسیک  | Արա Գեղեցիկ     | Ara Geghetsik         | تراژدی تاریخی |
| ۱۹۴۱       |             | Մարտակոչ        |                       |               |
| ۱۹۴۱–۴۵    |             | Շիրակաց հոգով   |                       |               |
| ۱۹۴۲       | انتقام      | Վրեժ            |                       |               |
| ۱۹۴۲       |             | Լսեք դարեր      |                       |               |
| ۱۹۴۸       | سرچشمه      | Աղբյուրի մոտ    |                       |               |
| ۱۹۵۰       |             | Փորձադաշտ       |                       |               |